# Jürgen Dollase
Jürgen Dollase – niemiecki krytyk kulinarny i dziennikarz. W latach 70. stał na czele krautrockowego zespołu Wallenstein, udzielał się również jako muzyk studyjny.

## Życiorys

### Edukacja muzyczna
Jürgen Dollase w wieku około dziewięciu lat zaczął uczyć się gry na fortepianie u zakrystiana w kościele w Viersen. Nauka trwała kilka lat. Potem zamierzał nauczyć się gry na wiolonczeli, ale ostatecznie zamiary skończyły się na kontrabasie, bo w orkiestrze szkolnej potrzebna była obsada tego instrumentu. Jego nauczycielem był Klaus Stoll, a późniejszy kontrabasista Filharmoników Berlińskich. Mając około 15 lat zaczął grać w zespołach skifflowych i jazzowych. Zajęcie to kontynuował do czasu ukończenia studiów w 1967 roku, a także później. Nie miał natomiast bezpośredniego kontaktu z muzyką pop i rockiem. Interesował się natomiast muzyką poważną, a szczególnie symfonicznymi dziełami Antona Brucknera, Gustava Mahlera i Richarda Straussa. W latach 1967–1968 podczas odbywania służby wojskowej w Federalnej Straży Granicznej zainteresował się muzyką rockową, a zwłaszcza twórczością Jimiego Hendrixa. Później rozpoczął komponowanie własnych utworów, w których zaznaczył się wpływ Pink Floyd i Soft Machine.

### Działalność artystyczna
Pod koniec lat 60. założył w Mönchengladbach zespół Wallenstein. Zadebiutował on w 1971 roku w Mönchengladbach, w tym samym roku wydał też swój debiutancki album, Blitzkrieg. Obok działalności w zespole Jürgen Dollase wystąpił jako muzyk sesyjny na płycie Queen Of Saba zespołu Walpurgis (1972) oraz na albumie kolegi z zespołu, Jerry’ego Berkersa, Unterwegs; obaj natomiast wzięli udział w nagraniu albumu Bauer Plath niemieckiego duetu Witthüser & Westrupp (1972).
W tym samym czasie Jürgen Dollase i Harald Grosskopf wchodzili w skład The Cosmic Couriers, luźnego ugrupowania, które nagrywało podkłady muzyczne dla realizowanych przez producenta Rolfa-Ulricha Kaisera nagrań szwajcarskich artystów: poety Sergiusa Golowina i muzyka, znawcy tarota, Waltera Wegmüllera, a wcześniej także dla Timothy’ego Leary’ego. W ciągu pierwszych miesięcy 1973 roku Rolf-Ulrich Kaiser zorganizował kilka sesji psychodelicznych w studio nagraniowym Dietera Dierksa, podczas których grający za niewielkie stawki muzycy mogli zażywać różnych środków psychotropowych. Wśród tych uczestników tych sesji znaleźli się, obok Jürgena Dollase i Haralda Grosskopfa również Manuel Göttsching i Klaus Schulze z Ash Ra Tempel oraz sam Dierks. zrealizowane wówczas nagrania Rolf-Ulrich Kaiser wydał, bez wiedzy muzyków jako serię albumów zespołu studyjnego, który nazwał The Cosmic Jokers. Jürgen Dollase studiował malarstwo na Kunstakademie Düsseldorf u profesora Hoehme. W 1979 roku zdał egzamin państwowy w specjalności muzyka i pedagogika artystyczna. Przez pewien czas prowadził zajęcia dydaktyczne z muzyki pop na Pädagogische Hochschule w Akwizgranie. Zespół Wallenstein działał do 1982 roku pozostawiając po sobie szlagier „Charline” z 1978 roku. Jürgen Dollase próbował kontynuować działalność muzyczną, ale bez większego powodzenia.

### Działalność dziennikarska
W 1988 roku powrócił do malarstwa. W 1993 roku zainteresował się sztuką kulinarną. Od 1999 roku prowadzi sobotnią kolumnę Geschmackssache na łamach Frankfurter Allgemeine Zeitung. Prowadzi też dział kulinarny Hier spricht der Gast na łamach Frankfurter Allgemeine Sontagszeitung oraz Wiederbesucht i Küchengeheimnisse w kulinarnym periodyku Der Feinschmecker.